# Trzciana (strumień)
Trzciana – całkowicie sztuczny strumień o charakterze odwadniającym pola irygacyjne (wytyczony w II połowie XIX wieku) długości 8,6 km we Wrocławiu zaczynający się na wschodnim skraju Osobowic, obok ogródków działkowych przy linii kolejowej do Poznania. Przecina zakola dawnego koryta rzeki Odry, przebiegając poza linią wałów przeciwpowodziowych na prawym jej brzegu. Najpierw płynie na północ, następnie skręca na północny zachód, przecina pola irygacyjne, omija zabudowania Rędzina i Lesicy. Po przecięciu linii wałów przeciwpowodziowych wpływa do Lasu Rędzińskiego, po czym skręca na zachód, a następnie na wysokości ujścia Bystrzycy (po przeciwnej stronie Odry) wpada do Odry. Na tym końcowym odcinku znajduje się jeszcze krótki (pół kilometra) kanał, łączący Trzcianę ze zmierzającą nieopodal do Odry Widawą.